# تفجير نامسيغويا 2022
في 9 أغسطس 2022 أسفر تفجيران في نامسيغويا بمحافظة بام في بوركينا فاسو عن مقتل 15 جنديًا وإصابة عدد غير معروف من الأشخاص.